# Сіамська революція 1932 року

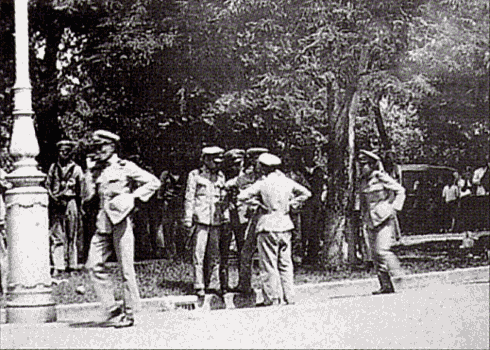
Солдати чекають наказів на Королівській площі 24 червня 1932 року

Сіамська революція 1932 р. або сіамський переворот 1932 р. (тай. การปฏิวัติสยาม พ.ศ. 2475 або การเปลี่ยนแปลงการปกครองสยาม พ.ศ. 2475) — революція чи державний переворот, що відбулася майже безкровно 24 червня 1932 р. Переломний момент в історії Таїланду ХХ століття,  що змінив систему правління в Сіамі від абсолютної монархії до конституційної монархії. "Революцію" зробила порівняно невелика група військових і цивільних осіб, які утворили першу політичну партію Сіама, Хану Ратсадон ("Народна партія"). Нею закінчилися 150 років абсолютизму за часів династії Чакрі і майже 800 років абсолютного панування королів над сіамським народом. Причинами перевороту були вплив історичних тенденцій, а також внутрішніх соціальних та політичних змін. Це призвело до того, що жителі Сіаму отримали свою першу конституцію.

## Передумови
На відміну від інших держав Південно-Східної Азії, Таїланд ніколи не був офіційно колонізований колоніальними державами, хоча значна територія була передана до Британії та Франції.
З 1782 року Королівством Сіам керувала династія Чакрі, заснована королем Буддою Йодфа Чулалоке. Столичне місто Бангкок (побудоване на острові Раттанакосін) також було засновано королем Рамою I. Протягом століття царі Сіаму мали змогу захистити націю від сусідів (таких як Бірма) та інших іноземних держав, уникнути колоніалізму від європейських держав, таких як Велика Британія та Франція. У 1932 р. Сіам разом з Китаєм та Японією були єдиними незалежними країнами, що залишилися у Східній Азії.

Рама IV (король Монгкут ) відкрив Сіам для європейської торгівлі і розпочав процес модернізації. Його син Рама V (король Чулалонгкорн) закріпив контроль над васальними державами Таїланду, створивши абсолютну монархію та централізовану державу. 

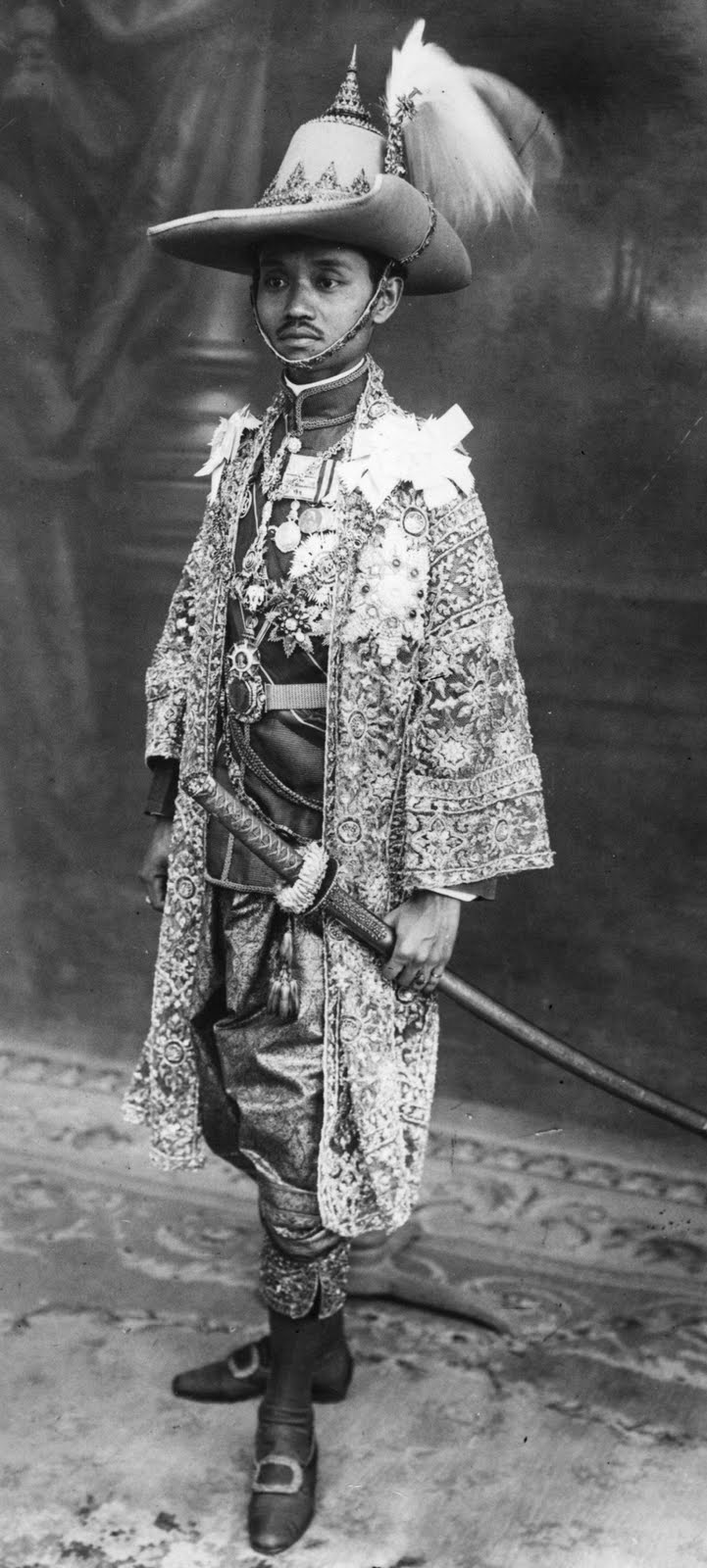
Король Прадчадіпок

Король Чулалонгкорн (Рама V) прийшов на престол у 1868 р. Прагнучи модернізувати та реформувати своє середньовічне царство, і він ввів у свою країну багато реформ та винаходів. Він відкрито вітав європейців, а також європейські ідеї з багатьох питань, головним чином у праві, політиці, філософії, комерції, освіті та медицині. Він реформував адміністрацію, а також військову систему. У той же час він успішно підтримував тендітну незалежність країни, що опинилася між агресивними колонізаторами: британським Радж (Бірма) та французьким Індокитаєм (Лаос, В'єтнам та Камбоджа). Король, який зрозумів важливість закордонної освіти, не лише направив своїх численних синів до європейських шкіл та академій, але й відправив тисячі простолюдинів та студентів-стипендіатів, мотивуючи це тим, що виживання королівства опиралося на модернізацію. На початку ХХ століття "модернізація", що відбувалася зверху, створила клас тайців із західною освітою, на яких впливали ідеали французької та російської революцій. Ця нова фракція врешті-решт утворить Народну партію - ядро революції 1932 року.
На престолі його змінив син, король Вадчіравуд (Рама VI) (1910–1925), випускник Сандгерста та Оксфорда. Ваджіравуд продовжував більшість зусиль свого батька в модернізації інфраструктури та інших установ. Заснування коледжу Вадчіравуд (школи, заснованої за зразком англійської публічної школи) та університету Чулалонгкорн (перший у Сіамі), були частиною його освітніх реформ. Він також заохочував європейську моду та прийняття прізвищ. Його реформи викликали гнів у багатьох районах, особливо з боку старших, реакційних членів аристократії та знаті, вплив яких повільно стирався. Швидкість його конституційних реформ також призвела до невдоволення зовсім іншої фракції: прогресистів та радикалів.
У 1912 р. відбувся палацовий бунт, піднятий молодими військовими офіцерами, які безуспішно намагалися повалити короля. Їх метою було змінити систему управління, скинути старий порядок і замінити його на сучасну, вестернізовану конституційну систему, а можливо, замінити Раму VI принцом більш прихильним до їхніх переконань.  Повстання не вдалося, а учасників ув'язнили. У відповідь Вадчіравуд значною мірою відмовився від своїх спроб конституційної реформи і продовжив своє абсолютистське правління.
Король Ваджіравуд помер у 1925 році, а його наступником став його молодший брат, цар Прачадіпок (Рама VII).

## Сіам у 1932 році

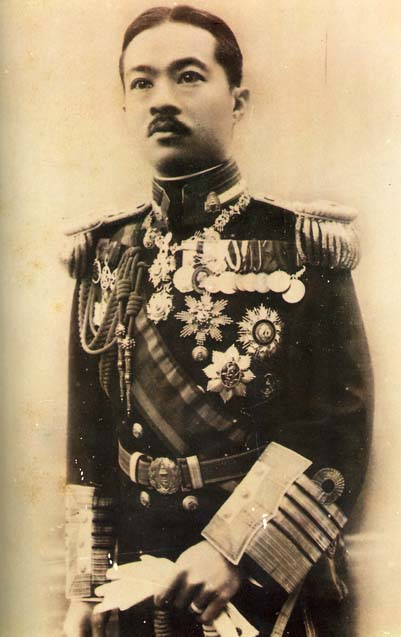
Принц Парибатра Сухумбандху, міністр внутрішніх справ і брат короля

Принц Прачадіпок, принц Сукхотая, був молодшим сином короля Чулалонгкорна (на 33 - й син і 76та дитина з 77). Він здобув освіту в Ітоні та Академії Вулвідж. Король Прачадіпок успадкував країну, що перебувала в кризі. Його брат король Вадчіравуд залишив державу на межі банкрутства.
Після його коронації новий король швидко створив Вищу державну раду (яка стала головним органом держави), щоб спробувати вирішити багато проблем, що стоять перед нацією. Раду складали досвідчені старші принци, які займали міністерські посади в попередніх адміністраціях. Вони невдовзі замінили людей, призначених Вадчіравудом на державну службу та військових, багатьма своїми. У раді переважали міністр внутрішніх справ, освічений в Німеччині принц Парибатра Сухумбанду, принц Накхонсавану, який був старшим зводним братом Прачадіпока. Через складний закон про правонаступництво династії Чакрі він також був спадкоємцем престолу.  Прачадіпок негайно ініціював скорочення витрат на палац і багато подорожував по країні, щоб дізнатися про життя своїх підданих. Він зробив себе публічним і помітним для постійно зростаючої еліти та середнього класу Бангкоку, виконуючи багато громадянських обов'язків. До цього часу студенти, відправлені на навчання за кордон, почали повертатися. Зіткнувшись з відсутністю можливостей, пануванням принців при владі та  відсталістю країни більшість з них розчарувались.

## Хана Ратсадон

### "Промоутери"

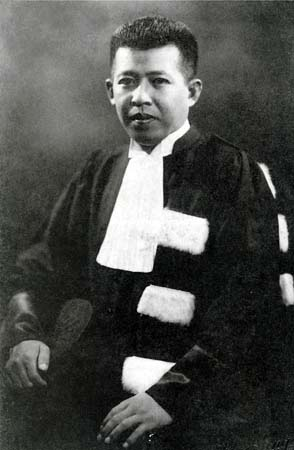
"Промоутер" та один із засновників Хана Ратсадону, Пріді Паноміонг, лідер цивільної фракції

У лютому 1927 року в готелі на Рю-дю-Соммерард у Парижі, Франція, невелика група з семи військових і цивільних студентів зібралася, щоб обговорити створення партії, щоб спробувати змінити Сіам. Не бажаючи повторювати провал перевороту 1912 року, вони виклали чіткий і цілісний план зміни Сіаму. У цю групу входили двоє молодих студентів: один військовик та артилерист Плек Пібунсонграм, другий студент права та радикал Пріді Паноміонг. Група назвала себе "промоутерами" (ผู้ ก่อการ), сподіваючись повернутися додому, щоб спробувати сприяти змінам. Промоутери розуміли, як і радники короля, що сіамці ще не готові до демократії, і більшість з них були неграмотними селянами, які мало хвилюються справами в Бангкоку.  У самому Бангкоку новий середній клас залежав від покровительства аристократії. В результаті вони зрозуміли, що "масова революція" неможлива і можливий лише державний переворот під керівництвом військових. З цією метою була утворена авангардна партія, яка отримала назву Хана Ратсадон (คณะ ราษฎร або Народна партія).
Коли промоутери врешті повернулися до Сіаму до кінця 1920-х, вони таємно розширювали членства в партії. Пріді став викладачем університету Чулалонгкорн, де зібрав підтримку близько півсотні однодумців (переважно цивільних та державних службовців), які також хотіли побачити кінець абсолютної монархії. Завданням інших, таких як Плайк, який на той час отримав титул Луанг Пібульсунґграм, було намагатися зібрати прихильників у армії.  Молодий військово-морський капітан, Луанг Сінтусонхрамчай, робив те саме для флоту. Чисельність партії зросла, і до кінця 1931 р. вона досягла 102 членів, розділених на дві гілки, цивільну та військову.

### Чотири тирги-солдати
Прайон Памормонтрі, один із семи промоутерів, сам офіцер армії та колишній Королівський Паж Короля Ваджіравуда, спробував набрати в партію впливових та могутніх членів, які також хотіли побачити кінець абсолютної монархії та влади принців. Полковник Прая Пахол Фолпаюхасена, людина популярна в армії, приєднався до партії і надав їй свою підтримку. Полковник Прая Сонгсурадет, що важався одним з найкращих умів свого покоління, він був директором освіти у Військовій академії. Обидва навчалися за кордоном і прагнули змін. Сонгсурадет миттєво став тактиком партії, радивши їй спочатку взяти під контроль Бангкок, а згодом країна піде за ним. Він також порадив Промоутерам вести справи у таємниці, щоб уникнути провалу. Полковник Прая Ріттіахані, командир Бангкокської артилерії, який поділяв свою стурбованість щодо панування принців, теж приєднався до партії. Нарешті, до них приєднався ще Пра Прасаспітхаяют, ще один невдоволений офіцер. Ці четверо були відомі всередині партії як "Чотири мушкетери" (4 ทหาร เสือ, Чотири тигри-солдата), найбільш старші члени партії, зрештою вони стали її лідерами. 

(Зліва направо): Прая Сонгсурадет, Прая Прая Пахол Фолпаюхасена, Прая Ріттіахані і Пра Прасаспітхаяют, Чотири мушкетери або Чотири тигри-солдати

## 24 червня 1932 року

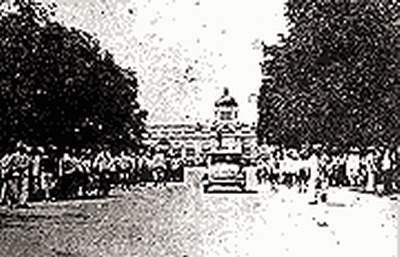
Солдати зібралися перед Тронною залі 24 червня 1932 року

Незважаючи на їх запобіжні заходи, чутки про існування плану врешті-решт просочилося до поліції. Увечері 23 червня 1932 року генеральний директор поліції зателефонував до принца Парибатри, попросивши його дозволу на арешт та ув'язнення всіх причетних до плану. Принц, дізнавшись імена у списку, до якого входило багато впливових та потужних осіб, вирішив відкласти наказ на наступний день. Ця затримка була вирішальною для змовників.

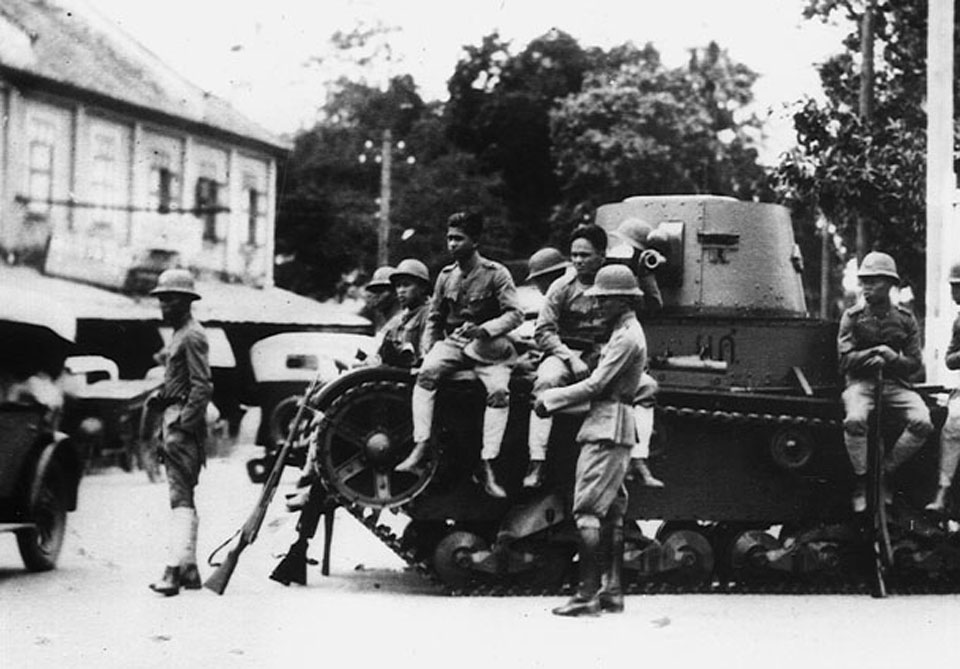
Війська на вулиці під час революції

Того ж вечора один із прихильників Луанг Сінту вивів військовий корабель з його дока на річці Чао Пхрая, а до ранку прицілював свої гармати прямо у палац принца Парибатри в Бангкоку. Сам Луанг Сінту мобілізував 500 озброєних моряків, готових зайняти тронний зал Ананта Самамах, в центрі столиці та частині палацу Дусіт. Слідом за ними йшов Праюн, який пізніше тієї ж ночі взяв на себе команду молодими офіцерами, щоб захопити поштові та телеграфні відділення навколо столиці. Одним з офіцерів був Хуан Абхайвонгсе. Таким чином, усі зв’язки між принцами та старшими членами адміністрації були відключені. Їхні будинки також перебували під наглядом і під охороною як цивільних, так і військових членів партії.  

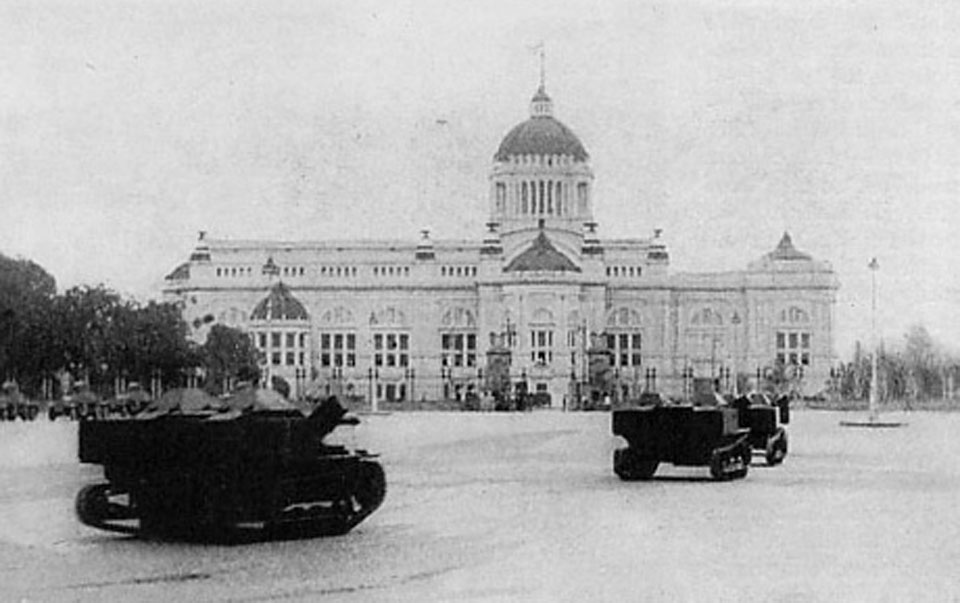
Танки біля Тронного залу Антанта Самамах

Близько 04:00 вранці 24 червня Прая Пахол та Сонгсурадет вже виконували свою частину плану. Прая Пахол та деякі прихильники зібралися біля Тронної зали в очікуванні сигналу, тоді як Прая Сонгсурадет вирушив з парою змовників до казарм першого кавалерійського полку Королівської гвардії, де знаходилася більшість бронемашин у Бангкоці. Бронеавтомобілі та танки, рушили в бік Тронної зали. Прая Рітті, почувши про успіх Праї Сунгсурадет, пішов до казарм Першого піхотного полку. Після успішної мобілізації піхоти він також попрямував до Тронної зали. Інші війська поблизу Бангкока, чули, що мають відбутися навчання, приєдналися до змовників, таким чином несвідомо брали участь у революції.  Вірні монарху підрозділи закривалися у своїх казармах.
На час, коли піхота та кавалерія прибули на Королівську площу перед Тронним залом близько 06:00, там уже був натовп, який спостерігав за зібраними військовими. Прая Пахол піднявся на один з танків і прочитав Маніфест Хани Ратсадона, декларацію, що проголошує закінчення абсолютної монархії та створення нової конституційної держави в Сіамі.
По правді, Прая Пахол блефував. Успіх революції все ще залежав від подій в інших районах Бангкока. Прая Прасан був відправлений до дому принца Парибатри та до інших високопоставлених членів уряду та принців. Принц Парибатра, мабуть, був у піжамі, коли його заарештували. Жоден, крім командира Першого армійського корпусу, не чинив опору. Він вступив у бій і був легко поранений, але в підсумку був взятий під варту, став єдиною жертвою революції. Всього в Тронній залі було заарештовано та затримано близько 40 чиновників. До 08:00 операція закінчилася, а промоутери виграли день.

### Реакція
Більшість військових та цивільних адміністрацій чинили невеликий опір. Вони звикли управляти через лінії зв'язку, проте ті були відключені і вони не змогли діяти. Наступний етап революції був залишений цивільній стороні партії. Пріді, її лідер, за допомогою своїх прихильників, закликав столицю в пропагандистських листівках, памфлетах та радіопередачах Хани Ратсадон, які підтримують революцію. Текст маніфесту Хана Ратсадон (написаний Пріді) критикував монарха.
Тон маніфесту сильно відрізнявся від телеграми, надісланої королю за підписом трьох повних полковників і мушкетерів: Прая Пахол, Прая Сонгсурадет і Прая Рітті. Телеграма використовувала королівську мову (ราชาศัพท์) і в ній йшлося, що якщо король не захоче залишатися монархом за конституцією, партія готова була замінити його іншим королівським принцом. Телеграма також рішуче попередила монарха, що якщо будь-який член партії буде поранений, принци під вартою постраждають.
Ще до прибуття телеграми мушкетерів король знав про те, що відбувається в Бангкоку. Пізніше принц Пурачатра приїхав, щоб повідомити королю про те, що відбувалося в столиці.
Король та принци обговорили багато варіантів, серед яких було втеча з країни, влаштування контрперевороту або повна капітуляція. Однак до моменту приходу телеграми з Хани Ратсадона король вже вирішив. Він швидко відповів, що готовий залишатися на троні як конституційний монарх і що він завжди виступав за надання народу конституції. Пізніше король написав про своє рішення про відмову від бою: "Я не можу сидіти на троні, заляпаному кров'ю". Один момент, яким король не поступився, - це коли партія надіслала канонер, щоб перевезти його до Бангкока. Він відмовився і, натомість, поїхав назад до столиці королівським поїздом, заявивши, що не є полоненим Хана Ратсадона.
Тим часом промоутери змусили принців підписати документ, що проголосив їхню прихильність до миру та уникнення будь-якого кровопролиття. У Бангкоку переворот майже не отримав реакції населення, і повсякденне життя людей повернулося до норми ще до кінця дня.

## Нова адміністрація

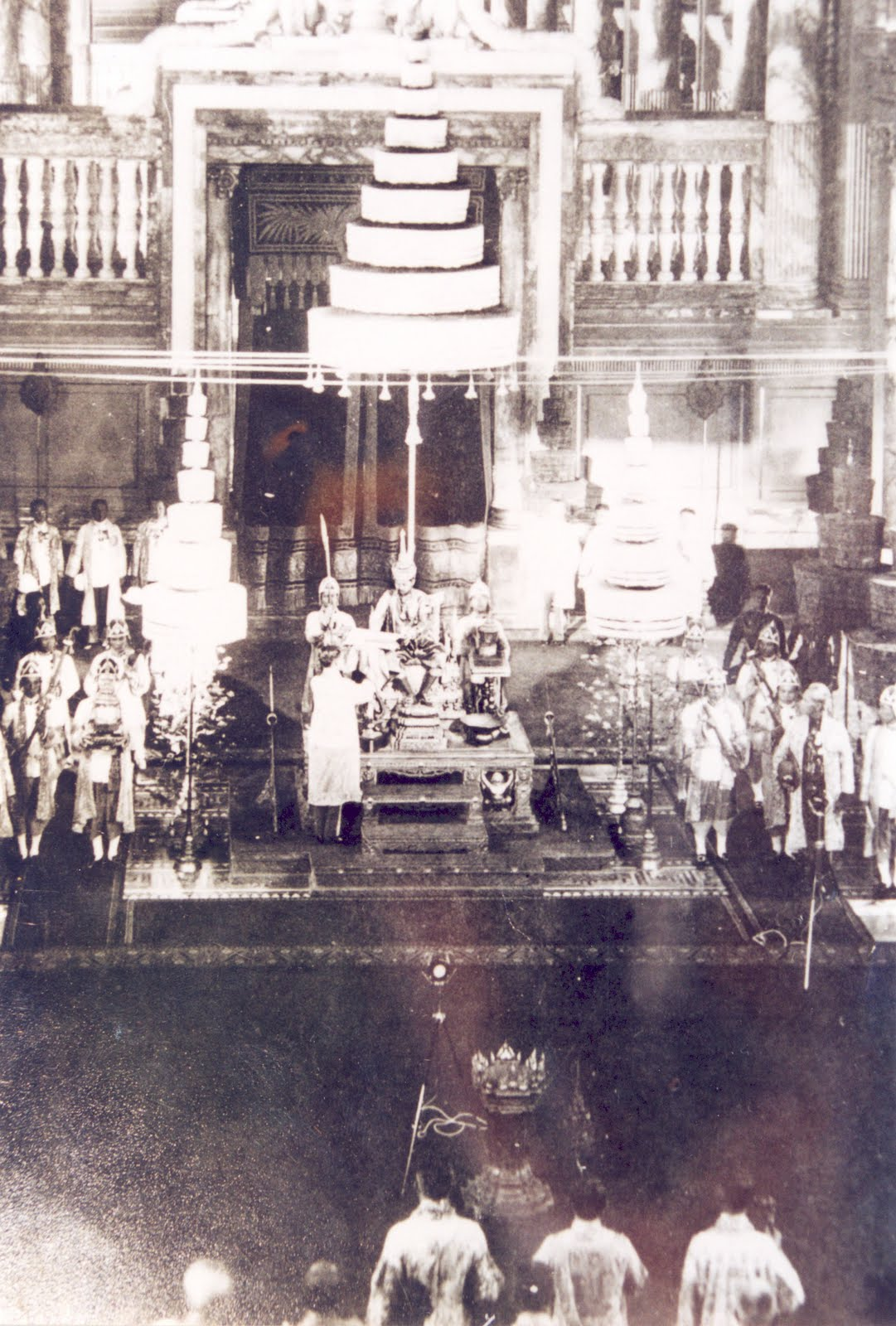
Надання «постійної» конституції Сіама 10 грудня 1932 року в Тронному залі Ананта Самамах

До вечора 24 червня Промоутери були достатньо впевнені, щоб скликати зустріч старших міністрів. На зустрічі Пріді намагався переконати вищих державних службовців підтримати Хану Ратсадон інакше це призведе до іноземного втручання. Пріді попросив міністерство закордонних справ надіслати всім закордонним представництвам документ, в якому зазначається, що партія зобов'язується захищати закордонних громадян, бізнес та виконувати договірні зобов'язання Сіаму.
Король Прачадіпок повернувся до Бангкоку 26 червня. Його першою дією стала зустріч промоутерам. Коли члени увійшли до кімнати, Король піднявся і привітав їх, сказавши: "Я піднімаюся на честь Хана Ратсадона". Це був важливий жест, оскільки в сіамській культурі король завжди залишається сидіти, коли їхні піддані входять. Це призвело до того, що Пріді вибачився перед монархом за наклеп на нього в маніфесті; згодом усі екземпляри були вилучені з обігу. Король відповів на цей вчинок, закріпивши свою королівську печатку на документі, що виправдав усіх членів Хани Ратсадон за переворот.
Потім Хана Ратсадон звільнила всіх своїх заручників за винятком принца Парибатри, якого вони вважали занадто могутнім. Вони попросили його покинути країну замість цього. Пізніше він поїхав на Яву, не повернувшись і помер у Бандунгу в 1944 році. Інші принци вирушили в добровільне вигнання в інші країни Південно-Східної Азії та деякі інші в Європі.

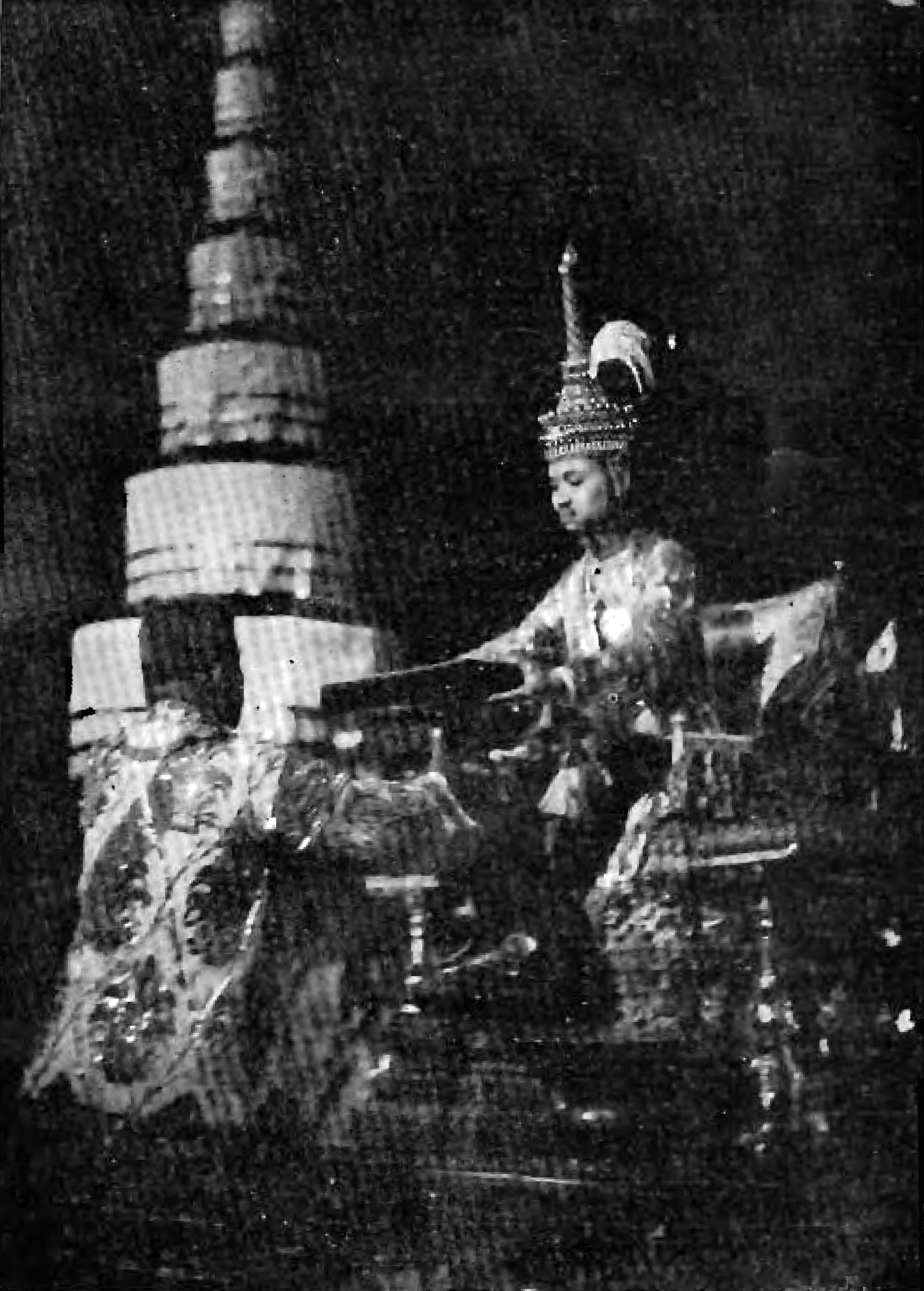
Король Прачадіпок підписав Конституцію Сіаму 10 грудня 1932 року

Безпосередньо після революції Прачадіпок та Хана Ратсадон розпочали негайно писати першу конституцію. Тимчасовий статут був підписаний 27 червня 1932 року о 17:00. Це був проект документа, написаний Пріді зазделегідь. Конституція почалася з оголошення, що: "найвища влада в землі належить усім людям". Конституція в основному позбавила короля всіх його давніх привілеїв, таких як його право вето, помилування та право навіть ставити власного спадкоємця. Конституція знімала повноваження монархії, не скасовуючи саму посаду. Конституція створила Народний комітет (คณะกรรมการราษฎร, виконавчу владу) та Асамблею народних представників (รัฐสภาผู้แทนราษฎร), що складається з 70 призначених членів.
Однак "Демократія" для Сіаму повинна була надаватися людям у три етапи. Спочатку, членів зборів мали призначити чотири мушкетери (військові). Вони здійснюватимуть владу від імені людей, і їх перша сесія повинна була тривати шість місяців. Потім, настане період, коли переважно необізнане населення дізнається про демократію та вибори; збори будуть змінені, складатимуться з половини призначених членів (знову мушкетери), а інша половина шляхом непрямого представництва. Ці кандидати, звичайно, повинні були скласти іспит правлячій партії перед будь-якими виборами. І зрештою, повне демократичне представництво в зборах може бути досягнуте лише наприкінці десяти років або тоді, коли більше половини населення пройде початкову освіту, залежно від того, що буде досягнуто першим.